# Akansaari (ö i Södra Savolax, S:t Michel, lat 61,78, long 27,55)
Akansaari är en ö i Finland. Den ligger i sjön Saarijärvi och i kommunen Sankt Michel i den ekonomiska regionen  S:t Michel och landskapet Södra Savolax, i den södra delen av landet, 230 km nordost om huvudstaden Helsingfors. Öns area är 0,9 hektar och dess största längd är 220 meter i nord-sydlig riktning.